# Tuberocreagris rufula
Tuberocreagris rufula är en spindeldjursart som först beskrevs av Banks 1891.  Tuberocreagris rufula ingår i släktet Tuberocreagris och familjen helplåtklokrypare. Inga underarter finns listade i Catalogue of Life.